# 群英社
群英社（ぐんえいしゃ、Top-Insight International Co., Ltd.）は、台湾新北市三重区に本社を置く出版や映像ソフトの発売、ライセンス事業などを行う企業である。
日本・韓国・米国など外国産アニメのライセンス取得・管理業務を主たる業務としており、台湾・香港・中国大陸部・東南アジア・インドにおいて映像ソフトやキャラクター商品を発売している。

## 沿革
- 1991年10月17日 博英社（旧社）創業。
- 1993年9月5日 博英社（旧社）が群英社に社名を変更すると共に博英社（新社）を分社し、群英社グループを形成。
- 2003年6月 アニメーションの情報を中心に扱うニュースサイト「My-Cartoon」を開設。
- 2011年1月1日 中華電信がサービスを開始したIP放送「中華電信MOD」でアニメ専門チャンネル「My Kids TV」を開局[1]。

## 事業所
- 群英社國際股份有限公司
- 群英社國際（香港）股份有限公司
- 群英社國際（上海）股份有限公司
- ワンオワン株式会社（日本法人）